# RC Lens
Racing Club de Lens (RC Lens) – francuski klub piłkarski z siedzibą w mieście Lens, departament Pas-de-Calais. Nazwa nieoficjalna, Sang et Or (dosłownie 'krew i złoto'), pochodzi od tradycyjnych barw klubowych: czerwonego i złotego. Motywem przewodnim hymnu kibiców zespołu jest piosenka Pierre Bacheleta „Les Corons”.

## Sukcesy
- Mistrzostwo Francji: (1) 1998
- Wicemistrzostwo Francji: (5) 1956, 1957, 1977, 2002, 2023
- Finał Pucharu Francji: (3) 1948, 1975, 1998
- Puchar Ligi Francuskiej: (1) 1999
- Mistrzostwo Ligue 2: (3) 1937, 1949, 1973, 2009
- Półfinał Pucharu UEFA: (1) 2000
- Zwycięzca Pucharu Intertoto: (2) 2005, 2007

## Historia
Założony w 1906 roku klub RC Lens przez dłuższy czas reklamował się jako klub regionalny, a nie miejski i osiągnął bardzo duże poparcie w okolicy, mimo tego, że w regionie istnieje jeszcze jeden pierwszoligowy klub, Lille OSC, działający w pobliskim mieście Lille. Klubowy stadion: Stade Félix-Bollaert, może pomieścić 41 233 widzów w mieście posiadającym 37 000 mieszkańców (ale Lens jest centrum znacznie bardziej zaludnionego obszaru).
Największe sukcesy klubu to mistrzostwo Francji w 1998 i wicemistrzostwo w 2002. W sezonie 2010/2011 klub spadł do niższej klasy rozgrywkowej Ligue 2.

## Obecny skład
Stan na 1 września 2023
| Nr | Poz. | Piłkarz                           |
| -- | ---- | --------------------------------- |
| 2  | OB   | Ruben Aguilar                     |
| 3  | OB   | Deiver Machado                    |
| 4  | OB   | Kevin Danso                       |
| 6  | PO   | Salis Abdul Samed                 |
| 7  | NA   | Florian Sotoca                    |
| 9  | NA   | Elye Wahi                         |
| 10 | PO   | David Costa                       |
| 11 | PO   | Angelo Fulgini                    |
| 13 | OB   | Jhoanner Chávez (wyp. z EC Bahia) |
| 14 | OB   | Facundo Medina                    |
| 15 | NA   | Óscar Cortés                      |
| 16 | BR   | Jean-Louis Leca                   |
| 18 | PO   | Andy Diouf                        |
| 19 | PO   | Jimmy Cabot                       |

| Nr | Poz. | Piłkarz                               |
| -- | ---- | ------------------------------------- |
| 20 | OB   | Faitout Maouassa (wyp. z Club Brugge) |
| 21 | OB   | Massadio Haïdara                      |
| 22 | NA   | Wesley Saïd                           |
| 23 | PO   | Neil El Aynaoui                       |
| 24 | OB   | Jonathan Gradit                       |
| 25 | OB   | Abduqodir Xusanov                     |
| 26 | PO   | Nampalys Mendy                        |
| 27 | PO   | Morgan Guilavogui                     |
| 28 | PO   | Adrien Thomasson                      |
| 29 | PO   | Przemysław Frankowski                 |
| 30 | BR   | Brice Samba (kapitan)                 |
| 36 | NA   | Ibrahima Baldé                        |
| 40 | BR   | Yannick Pandor                        |

### Piłkarze na wypożyczeniu
| Nr | Poz. | Piłkarz                                                           |
| -- | ---- | ----------------------------------------------------------------- |
|    | NA   | Adam Buksa (wyp. do Antalyasporu do 30 czerwca 2024)              |
|    | PO   | Mamadou Camara (wyp. do AS Nancy do 30 czerwca 2024)              |
|    | OB   | Julien Le Cardinal (wyp. do Stade Brestois 29 do 30 czerwca 2024) |

| Nr | Poz. | Piłkarz                                                  |
| -- | ---- | -------------------------------------------------------- |
|    | PO   | Łukasz Poręba (wyp. do Hamburgera SV do 30 czerwca 2024) |
|    | PO   | Stijn Spierings (wyp. do Toulouse FC do 30 czerwca 2024) |

### Zastrzeżone numery
| Nr | Poz. | Piłkarz                            |
| -- | ---- | ---------------------------------- |
| 12 |      | kibice (dwunasty zawodnik klubu)   |
| 17 | PO   | Marc-Vivien Foé (pośmiertny honor) |

Od roku 2003 w składzie RC Lens nie ma numeru 17. Jest on zastrzeżony, aby uczcić pamięć Marca-Viviena Foé. Piłkarz zmarł w czasie meczu reprezentacji Kamerunu w ramach Pucharu Konfederacji 2003.